# Stare Worowo
Stare Worowo [ˈstarɛ vɔˈrɔvɔ] (trước đây là Alt Althrow của Đức) là một ngôi làng thuộc khu hành chính của Gmina Złocieniec, thuộc quận Drawsko, West Pomeranian Voivodeship, ở phía tây bắc Ba Lan. Nó nằm khoảng 13 kilômét (8 mi) phía bắc Złocieniec, 21 km (13 mi) về phía đông bắc của Drawsko Pomorskie và 102 km (63 mi)     về phía đông của thủ đô khu vực Szczecin.
Trước năm 1945, khu vực này là một phần của Đức. Đối với lịch sử của khu vực, xem Lịch sử của Pomerania.